# ダイノゾーン
ダイノゾーンは、1998年にバンダイより発売された玩具、およびそれを元にしたサンライズ制作によるOVA作品。日本国外では2000年に「DINOZAURS : THE SERIES（邦題：ダイノゾーズ）」というタイトルのテレビアニメも放送された。日本でも一部衛星波で放送された。
OVAは全5巻で、1～4巻は主要キャラクターの玩具に同梱、5巻はテレビマガジンとコミックボンボンの応募者全員サービスにて入手できた。

## 概要
恐竜・動物型から人型に変形する玩具である。玩具はプログレスチェンジシリーズと呼ばれ、ほぼ全身がクリアパーツで、恐竜の骨にあたる部分にメッキが施されているのが特徴。現代の特殊鋼に匹敵する硬度の骨格と透明な鉱石によって形成された肉体をもっているという設定になっている。また、ロボット形態をプログレスモード、恐竜形態をダイノモード、その変形をプログレスチェンジと呼称する。キャッチフレーズは「蘇れ!骨のあるヤツ!」。
『テレビマガジン』や『コミックボンボン』で連載され、食玩やCM、専用の販促用ビデオ等のメディアミックス展開が行われた。
企画時から日本国外での展開が考えられており、アメリカではDINOZAURSという名称で発売され、別シリーズである「ミスティック・ナイツ・オブ・ティル・ナ・ノーグ」用に開発していた玩具を同シリーズの玩具として発売する等、独自の展開をしていた。アニメも新規に26話のテレビシリーズとして同じサンライズにより制作され、Fox Kidsで放映された。なお、テレビシリーズのソフト化は日米共にされていない。

## ストーリー
6500万前、宇宙からきた侵略者から地球を救った恐竜たちがいた。そして現代、地球のライフスピリットを狙い再び来襲したデスイーター軍団を迎え撃つため、化石となり眠りについていたダイノソルジャーたちが再び蘇った。

## キャラクター
声優はOVA版、テレビシリーズ、テレビシリーズ英語版の順。

### ダイノソルジャー（Dino Knights）
DZ-1 ダイノティラノ / Dino Tyranno（ティラノサウルス）
声 - 中田譲治（タイトルコールも兼任） / 森川智之 / キム・ストラウス
ダイノソルジャーのリーダー的存在。無言実行型だが優れた行動力と統率力を持つ。ティラノサウルス形態から人型のプログレスモードにプログレスチェンジする。テレビ版では中盤にて、強化形態（未商品化）にパワーアップする。玩具にはOVA第1巻が同梱された。
プログレスモード／身長:7.44m 体重:15t 水中速度:120ノット エネルギー:アースクリスタル
ダイノモード／体長:12m 体重:15t
能力・装備
化石剣グランスラッシャー：尾骨が分かれた剣。超高速で振動し厚さ10cmの鉄板を168枚断ち切る。2キロ離れた場所まで遠隔コントロールが可能。
テールボーンクラッシャー：尾骨で相手をなぎ倒す。
ダイノキック：30mジャンプして蹴りつけるキック。
DZ-2 ダイノブラキオ / Dino Brachio（ブラキオサウルス）
声 - 玄田哲章 / ? / トム・ワイナー
ダイノソルジャーの年長者で、参謀的存在。1番の巨体を持つ戦士。ブラキオサウルス形態から人型のプログレスモードにプログレスチェンジする。グランドアックスを手にするとスピードと破壊力が増大する。
プログレスモード／身長:8.85m 体重:58t エネルギー:アースクリスタル
ダイノモード／体長:17.5m 体重:58t
能力・装備
グランドアックス：アゴに収められた斧。地面に叩き込むことでマグニチュード8の大地震を起こし、地割れを起こして敵を一掃する。
DZ-3 ダイノステゴ / Dino Stego（ステゴサウルス）
声 - 大塚芳忠 / 高木渉 / リチャード・エプカー
激しい突進力を持つ鍛え上げの戦闘家で、右目に眼帯を付けている。キザで冷静かつ、礼儀を重んじる自信家。ステゴザウルス形態から人型のプログレスモードにプログレスチェンジする。
プログレスモード／身長:6.12m 体重:7.6t エネルギー:アースクリスタル
ダイノモード／体長:8.6m 体重:7.6t
能力・装備
スパイラルボーン：プログレスモードで胸部にくる骨飾り。ダイノスクリュークラッシュを放つ。
ダイノスクリュークラッシュ：スパイラルボーンが猛回転するパワーを使い、風を起こしたり削岩機的な働きをする。
DZ-4 ダイノサーベル / Dino Sabre（サーベルタイガー）
声 - 野島健児 / ? / ピーター・ルーリー
ダイノソルジャー中最小のボディを持つ、隠密行動や潜入捜査に長けた忍者タイプ。 サーベルタイガー形態から人型のプログレスモードにプログレスチェンジする。
プログレスモード／身長:4.23m 体重:720kg エネルギー:アースクリスタル
ダイノモード／体長:4.1m 体重:720kg
能力・装備
タイガーウィップ：尾部を外し使用する鋭い棘付きの鞭。
DZ-5 ダイノプテラ / Dino Ptera（プテロダクティル）
声 - 石川英郎 / ? / レノア・ザン
ダイノソルジャーで唯一飛行が可能な戦士。単独行動を好むが、お節介で寂しがり屋。プテロダクティル形態から人型のプログレスモードにプログレスチェンジする。
英語版では女性となっている。
プログレスモード／身長:5.7m 体重:1.2t エネルギー:アースクリスタル
ダイノモード／体長:7.2m 翼長:9m 体重:1.2t
能力・装備
ウイングブーメラン：翼の一部が外れてブーメランになる。射程は500m以上。
DZ-6 ダイノトリケラ / Dino Tricera（トリケラトプス）
声 - 速水奨 / 大西健晴 / ジョーイ・カーミン
スピードを武器とした突進力に長ける戦士。トリケラトプス形態から人型のプログレスモードにプログレスチェンジする。テレビ版では彼も後に強化形態（未商品化）となる。
プログレスモード／身長:5.83m 体重:5.8t エネルギー:アースクリスタル
ダイノモード／体長:8m 体重:5.8t
能力・装備
ホーンダガー：頭部の角を外した短剣。一突きでどんな硬い装甲も貫く。
DZ-7  ダイノマンモス / Dino Mammoth（マストドン）
声 - 杉野博臣 / 長嶝高士 / ボー・ビリングスリー
ダイノソルジャー中最高の力持ちの戦士。無口だが気は優しい。マストドン形態から人型のプログレスモードにプログレスチェンジする。
プログレスモード／身長:6.7m 体重:7.29t エネルギー:アースクリスタル
ダイノモード／体長:8.7m 体重:7.29t
能力・装備
ビッグタスクスピアー：背面に収められた槍。巻き起こす風で相手を一瞬の内に凍結させる。

#### ケラトプス三兄弟（Cerazaur Brothers）
SET-1 大剣者トリブレードス / Triblades
声 - 松本保典
ケラトプス3兄弟の気持ちが一つになったときに合身（プログレス・リレーション）した巨大戦士。ダイノソルジャーの中でもダントツのパワーを持つが、反面エネルギー消費も激しい。玩具は上記ばら売りの他に3体セットが存在し、OVA第3巻が同梱された。
プログレス・リレーションモード／身長:7.67m 体重:25.3t エネルギー:アースクリスタル クリスタルパワー:1080万DD
能力・装備
三星剣（さんせいけん）：化石剣・閃光丸、化石剣・月光丸、化石斧・陽光丸の三剣が合体することで完成する必殺剣。パワーや切れ味も上がっている。
DZ-8 ダイノステラス / Dino Styraco（スティラコサウルス）
声 - 松本保典 / ? / リチャード・エプカー
ケラトプス三兄弟の長男。口数は少ないが義に厚く頼りになる。スティラコサウルス形態から人型のプログレスモードにプログレスチェンジ、さらにプログレス・リレーションすることにより大剣者トリプレードスの頭部、胴体、両足を構成する。玩具にはOVA第3巻が同梱された。ブレイドスイングフレームというギミック機構がある。
プログレスモード／身長:7.23m 体重:16.3t エネルギー:アースクリスタル
ダイノモード／体長:10.2m 体重:16.3t
能力・装備
化石剣・閃光丸（かせきけん・せんこうまる）：ダイノステラスの持つ必殺剣。3兄弟で一番の剣の斬る力を持つ必殺技、閃光幻影斬を放つ。他の二剣と合体させることで三星剣となる。
DZ-9 ダイノカスモス / Dino Toro（トロサウルス）
声 - 志賀克也 / 飯田浩志 / トム・ワイナー
ケラトプス三兄弟の次男。連続攻撃の剣技を得意とする。トロサウルス形態から人型のプログレスモードにプログレスチェンジ、さらにプログレス・リレーションすることにより大剣者トリプレードスの右腕を構成する。ブレイドスイングフレームというギミック機構がある。
能力・装備
化石剣･月光丸（かせきけん・げっこうまる）：ダイノカスモスの持つ必殺剣。目にも止まらぬ連続攻撃の必殺技、月光丸竜昇斬を放つ。他の二剣と合体させることで三星剣となる。海外名称は、「フォッシル・ムーンソード」。
DZ-10 ダイノセントロス / Dino Centro（セントロサウルス）
声 - 鳥海浩輔 / 福島潤 / ウォーリー・ウィンガート
ケラトプス三兄弟の三男。素直な性格。セントロサウルス形態から人型のプログレスモードにプログレスチェンジ、さらにプログレス・リレーションすることにより大剣者トリプレードスの左腕を構成する。ブレイドスイングフレームというギミック機構がある。
能力・装備
化石斧・陽光丸（かせきふ・ようこうまる）：ダイノセントロスの持つ必殺剣。剣を真っ赤に発熱させ敵を熔かして叩き斬る必殺技、陽光丸回転斬と陽光丸一閃斬を放つ。他の二剣と合体させることで三星剣となる。海外名称は、「フォッシル・サンソード」。

#### ダイノアームズ（Dino Weapons）
恐竜・ロボット形態の他に、アームズモードと呼ばれる武器形態にも変形する。ソードサウルス、シールドサウルス、ドリルサウルスの3体。アームズモード時は単体での行動が利かないため、デスイーター側に使われてしまうこともあった。
DZ-11 ソードサウルス / Dino Pachy（パキケファロサウルス）
声 - 石川大介 / 保志総一朗 / ウォーリー・ウィンガート
スピリットドロップの影響で復活したダイノアームズの1体。頭突き攻撃を得意とする。ダイノモードから人型のプログレスモード、さらに剣状のアームズモードにプログレスチェンジする。
ボーンブレード
剣状の武器に変形したアームズモード。ダイノアームズの腕に装着される最強の必殺剣。
能力・装備
ハンマークラッシュ：堅い頭部で頭突きをして相手を跳ね飛ばす。
DZ-12 シールドサウルス / Dino Arch（アーケロン）
声 - 室園丈裕 / 望月健一
スピリットドロップの影響で復活したダイノアームズの1体。水中戦を得意とする。ダイノモードから人型のプログレスモード、さらにシールド状のアームズモードにプログレスチェンジする。
ストロングシェル
盾状の防具に変形したアームズモード。ダイノアームズの腕に装着され、甲羅を活かした防御力を発揮する。
能力・装備
クロウ：背中の甲羅から飛び出す爪。
DZ-13 ドリルサウルス / Dino Kenty（ケントロサウルス）
声 - 田中伸幸 / ? / ジェームズ・アーノルド・テイラー
スピリットドロップの影響で復活したダイノアームズの1体。ドリル攻撃を得意とする。ダイノモードから人型のプログレスモードさらにドリル状のアームズモードにプログレスチェンジする。
ディグドリル
ドリル状の武器に変形したアームズモード。ダイノアームズの腕に装着され、どんな物でも突き通す破壊力を持つドリルとなる。
能力・装備
ドリル：肩のドリルは堅い岩をも砕き吹き飛ばす威力を持つ。

#### 伝説のダイノソルジャー
総じて玩具化はされていない。
ダイノイクチオ / Dino Icthyo（イクチオサウルス）
声 - なし / 芳野美樹 / ウェンディー・リー
アトランティス大陸から発掘された化石から復活した伝説のダイノソルジャー。女性戦士で、通称「チオ」。イクチオサウルス形態から人型のプログレスモードにプログレスチェンジする。
能力・装備
トライデント：三叉槍。
バブルブラスト：武器のトライデントから泡を放つ。
フリッパーストーム：ヒレから発生させた水流を自在に操る。
レーザーリンクス / Dino Ramph （ランフォリンクス）
声 - なし
謎の卵より産まれた伝説のダイノソルジャー。翼竜ランフォリンクス形態から人型のプログレスモードにプログレスチェンジする。アースクリスタルパワーをコントロールし、ソルジャーたちのパワーを増幅させることができる唯一の戦士。能力は左腕の口から放射するレーザー。
プログレスモード／頭頂高:4.89m 体重:1.03t クリスタルパワー:340万DD
噛力:1.3t 牙の硬度:8 飛行速度:マッハ2.1 走行速度:85km/h
パンチ力:1.7t キック力:2.6t 突進力:3.8t
ダイノモード／体長:6.37m 翼長:8.9m

### デスイーター（Dragozaurs）
ダイモンリューグ / Diamond Ryugu
声 - 玄田哲章 / 沢木郁也
デスイーター軍団の首領。宇宙のどこかにあるデスホールを隠れ家にしていたが、地球のライフスピリットにより実体化する。超巨大四足獣ジオノドラゴンの甲羅に本体を隠している。弱点は胸で、ここを攻撃されるとアースクリスタルパワーによって実体化できなくなる。能力はジオノドラゴンの口より放つ光弾。玩具化はされていない。
DE-1 ギガノドラゴン / Gigano Dragon （ドラゴン）
声 - 渡部猛 / 西村知道 / ボブ・パーペンブルック
ダイモンリューグ腹心の部下で、デスイーター軍団の行動隊長。残虐で傲慢だが狡猾で、攻守両面において欠点は皆無。東洋龍に似たドラゴン形態からヒューマンモードに変形。また、ナイトウイングと合体も可能。ダイノティラノとの決着に固執する誇り高き武人としての一面を持ち、それ故ダイモンリューグの命令に背くこともしばしば。人型を裂くように開いて伸ばすことでドラゴン形態に変形する。玩具はこれを見事に再現し、最初期の製品ながらシリーズ最高の出来と言われている。玩具にはOVA第2巻が同梱された。
ヒューマンモード／身長:10m 体重:不明 エネルギー:デススピリット
ドラゴン形態／体長:39m 体重:不明
能力・装備
デスバイト：ドラゴン形態の鋼鉄をも切り裂く鋭利な牙。右手の状態でも使用可能。
ギガノソード：尾部が変形する左手の剣。ダイヤモンドに匹敵する硬度を持つ。体内のデススピリットを刃先に収束することで、一振りで200mクラスの山を切断してしまう破壊力を持つ。
ギガノストレンジ：ドラゴン形態時に長い胴体で相手に巻き付いて絞め殺す。
DE-9 ナイトウイング / Drago Wing（コウモリ）
声 -  平野正人 / 吉田智則 / スティーヴン・ブルーム
ダイモンリューグの命令で地球に来たデスイーター精鋭戦士。相当の自信家で、ダイモンリューグへの忠誠心は強い。コウモリ形態からヒューマンモードに変形。ギガノドラゴンのドラゴンモード、ヒューマンモードのどちらとも合体が可能で、合体時にはギガノドラゴンの自我を乗っ取り、トリブレードスをも圧倒する力を発揮する。玩具にはOVA第4巻が同梱された。
ヒューマンモード／身長:4.08m 体重:2.3t
クリスタルパワー:141万BD（ギガノドラゴンと合体時） 飛行速度:マッハ3.4（ギガノドラゴンと合体時）
コウモリ形態／体長:3.62m
能力・装備
ナイトブレード：ナイトウイングの持つ剣。普段は股間に付けている。
ダークドラゴン / Dark Dragon（ドラゴン）
声 - なし / ? / ダラン・ノリス
催眠などの魔術を得意とするデスイーター軍団の戦士。西洋風のドラゴン形態からヒューマンモードに変形。日本では玩具未発売。

#### シャドーウォリアー（Drago Clones）
シャドーティラノ・シャドーブラキオ・シャドーステゴ・シャドートリケラ・シャドーマンモス・シャドープテラ・シャドーサーベルの7体。玩具は全てダイノソルジャーの該当キャラクターの頭部デザインとカラーリングを変えたリデコレーション。玩具では性格は一様に「獰猛・卑劣」と紹介されていたが、当時のコミックボンボン（1999年4月号）の記事では、彼らのそれぞれの個性が詳細に紹介されていた。
DE-2 シャドーティラノ / Drago Tyran（ティラノサウルス）
声 - 石井康嗣 / ? / リチャード・エプカー
シャドーウォリアーのリーダー。性格は獰猛で卑劣。当時のコミックボンボンの記事では、プライドの高さから滅多に最前線には出てこないと紹介されていた。ダイノティラノとほぼ同じ能力を持ち、ティラノザウルス形態から人型のプログレスモードにプログレスチェンジする。玩具はダイノティラノのリデコレーション。
プログレスモード／身長:7.44m 体重:15t エネルギー:ダーククリスタル
ダイノモード／体長:12m 体重:15t
能力・装備
暗黒剣ダークスラッシャー：ギガノソードに匹敵する破壊力をもつ青龍刀状の剣。ダークエナジーにより必殺技を繰り出す。
DE-3 シャドーブラキオ / Drago Brachio（ブラキオサウルス）
声 - 西松和彦 / ? / トム・ワイナー
シャドーウォリアー6人衆の1体。性格は獰猛で卑劣。当時のボンボンの記事では、シャドーウォーリアーのサブリーダーで、知能は低いがシャドーティラノを兄貴と慕い、彼に忠実に最前線で暴れまわると紹介されていた。記事上の台詞は「ティラノの兄貴ー!!　俺っちに任せてくれー」。ダイノブラキオとほぼ同じ能力を持ち、ブラキオサウルス形態から人型のプログレスモードにプログレスチェンジする。玩具はダイノブラキオのリデコレーション。
プログレスモード／身長:8.85m 体重:58t エネルギー:ダーククリスタル
ダイノモード／体長:17.5m 体重:58t
能力
ダークアックス：尾の付け根に収納された斧状の武器。
DE-4 シャドーステゴ / Drago Stegus（ステゴサウルス）
声 - ? / ? / ケリガン・メイハン
シャドーウォリアー6人衆の1体。性格は獰猛で卑劣。当時のボンボンの記事では、冷静沈着な作戦参謀だが、シャドーティラノを出し抜いてシャドーウォリアーのリーダーになることを企んでおり、わざとダイノソルジャーズに情報を漏洩することもある、と紹介されていた。記事上の台詞は「なぜ俺がこんなバカどもとチームを!?」。ダイノステゴとほぼ同じ能力を持ち、ステゴザウルス形態から人型のプログレスモードにプログレスチェンジする。玩具はダイノステゴのリデコレーション。
プログレスモード／身長:6.12m 体重:7.6t エネルギー:ダーククリスタル
ダイノモード／体長:8.6m 体重:7.6t
能力
ダークボーン:プログレスモードで胸部にくる骨飾り。
DE-5 シャドーサーベル / Drago Tigra（サーベルタイガー）
声 - 高橋広樹
シャドーウォリアー6人衆の1体。性格は獰猛で卑劣。当時のボンボンの記事では、チームきってのワンパク小僧で、戦いを遊びと勘違いしている節があり、その無邪気さゆえに時には敵であるはずのダイノサーベルと遊んで（?）しまうこともある、と紹介されていた。記事上の台詞は「遊べ!遊べ!!何でも楽しくなくっちゃさ!」。ダイノサーベルとほぼ同じ能力を持ち、サーベルタイガー形態から人型のプログレスモードにプログレスチェンジする。玩具はダイノサーベルのリデコレーション。
プログレスモード／身長:4.23m 体重:720kg エネルギー:ダーククリスタル
ダイノモード／体長:4.1m 体重:720kg
能力
ダークウィップ：尾部を外し使用する鋭い棘付きの鞭。
DE-6 シャドープテラ / Drago Dactylus（プテラノドン）
声 - ? / 沢木郁也 / ?
シャドーウォリアー6人衆の1体。性格は獰猛で卑劣。当時のボンボンの記事では、仲間内でギガノドラゴンを除き唯一空を飛べること（彼らが登場した当時、ナイトウイングはまだ登場していなかった）に強い自信を持っており、戦いにもスマートさを求める、と紹介されていた。記事上の台詞は「空を飛べることのすばらしさがわかるか!?」。ダイノプテラとほぼ同じ能力を持ち、プテラノドン形態から人型のプログレスモードにプログレスチェンジする。玩具はダイノプテラのリデコレーション。
プログレスモード／身長:5.7m 体重:1.2t エネルギー:ダーククリスタル
ダイノモード／体長:7.2m 翼長:9m 体重:1.2t
能力・装備
ダークブーメラン：翼の一部が外れてブーメランになる。
DE-7 シャドートリケラ / Drago Ceratops（トリケラトプス）
声 - ? / ? / デイヴィッド・ロッジ
シャドーウォリアー6人衆の1体。性格は獰猛で卑劣。当時のボンボンの記事では、猪突猛進で負けず嫌いな性格であり、ダイノトリケラに猛烈な敵対心を抱いていて、戦場では命令を無視して彼に戦いを挑みかかってしまうと紹介されていた。記事上の台詞は「ぶつかり合いなら俺がナンバーワンだぜ!!」。ダイノトリケラとほぼ同じ能力を持ち、トリケラトプス形態から人型のプログレスモードにプログレスチェンジする。玩具はダイノトリケラのリデコレーション。
プログレスモード／身長:5.83m 体重:5.8t エネルギー:ダーククリスタル
ダイノモード／体長:8m 体重:5.8t
能力・装備
ダークダガー：頭部の角を外した短剣。
DE-8 シャドーマンモス / Drago Elephas（マンモス）
シャドーウォリアー6人衆の1体。性格は獰猛で卑劣。当時のボンボンの記事では、シャドートリケラとのコンビで切り込み役を務めるチームの重鎮で、口数の少なさはダイノマンモスと同じだが、彼と並べて語られるのを嫌う、と紹介されていた。記事上の台詞は「無駄口はきかない。俺は無駄なことはしないのだ」。ダイノマンモスとほぼ同じ能力を持ち、マンモス形態から人型のプログレスモードにプログレスチェンジする。玩具はダイノマンモスのリデコレーション。
プログレスモード／身長:6.7m 体重:7.29t エネルギー:ダーククリスタル
ダイノモード／体長:8.7m 体重:7.29t
能力・装備
ダークスピアー：背中に収納された刺叉状の武器。

#### ブラックデスイーター（Dragozaur Army Forces）
総じて玩具化はされていない。
デスティラノ
声 - 宇垣秀成
デスプテラ
声 - 根谷美智子
デスブラキオ
デスサーベル
デスステゴ

### その他
ナレーション
声 - 大塚芳忠
竜野海斗（たつの かいと）
声 - / 相田さやか / ジェイソン・スピサック
テレビ版に登場。ひょんなことからダイノソルジャーたちと出会い、協力する地球人の少年。動物や自然を愛する優しい性格の持ち主。

## 用語
ダイノソルジャー
地球のライフスピリットを託された恐竜たち。6500万前にデスイーター軍団と戦い、その後化石の姿で永い眠りにつき恐竜博物館で安置していた。現代の特殊鋼に匹敵する強度の骨格と透明な鉱石によって構成された肉体を得ており、一時的に人間的な姿にプログレスチェンジすることにより無敵のパワーを発揮する。
ダイノアームズ
南極大爆発で飛び散ったスピリットドロップによって誕生した戦士。ヒーロー形態と恐竜形態のほかにアームズモードと呼ばれる武器形態に変形が可能。
デスイーター軍団
ダイモンリューグの率いる悪の軍団。ライフスピリットを狙い異空間転送で星々に送り込まれる。
ブラックデスイーター
ダイモンリューグの手足となって働く、古代生命達の屍を不思議な鉱石で蘇らせたゾンビ恐竜軍団。考えることはできず命令に従うのみでプログレスチェンジはできない。デスティラノ、デスブラキオ、デスステゴ、デスサーベル、デスプテラで構成。
シャドーウォリアー
ダイモンリューグが奪ったライフスピリットで創り出したシャドーティラノをリーダーとする残虐な戦士たち。ダイノソルジャーに似た姿をしており、ダーククリスタルの力でプログレスチェンジする。
ライフスピリット
デスイーターが狙う地球自身のエネルギー。地球では6500万年に一度、スピリットストローと呼ばれるスピリットを大量に噴出する現象が起こる。
アースクリスタル
ライフスピリットを結晶化したダイノソルジャーのエネルギー源。
ダーククリスタル
奪ったライフスピリットを結晶化したシャドーウォリアーのエネルギー源。
デススピリット
ギガノドラゴンのエネルギー源。
プログレスチェンジ
ダイノソルジャーたちがダイノモードから一時的に人間的な姿のプログレスモードへと変身する能力。またトリブレードスの3体合身はプログレス・リレーションと呼ばれる。

## スタッフ

### OVA
- 企画：バンダイ、サンライズ
- 原作：矢立肇
- 企画・設定：野中剛、竹島隆、中村学
- 構成・監督：アミノテツロー
- キャラクターデザイン：大河原邦男
- キャラクターデザイン協力：野中剛
- 美術：鈴木朗
- CGプロデューサー：今西隆志、西山徹、坂美佐子
- CGディレクター：小畑正好
- 音響監督：藤野貞義
- 音楽：浜口史郎
- プロデューサー：指田英司
- エグゼクティブプロデューサー：松本悟、本郷武一
- 製作：バンダイ、サンライズ

### テレビアニメ
- 原作：矢立肇
- 監督：福本潔
- シリーズ構成：小林靖子
- キャラクターデザイン：平岡正幸
- 恐竜キャラクターデザイン：大河原邦男
- 恐竜キャラクターデザイン協力：野中剛
- メカニカルデザイン：大輪充
- 美術監督：鈴木朗
- CGプロデューサー：今西隆志
- CGディレクター：小畑正好
- デジタル撮影監督：古橋宏
- 編集：ジェイ・フィルム
- 音響監督：藤野貞義
- 音楽：浜口史郎
- プロデューサー：指田英司、野崎絹代
- 企画プロデューサー：宮河恭夫、古里尚丈
- エグゼクティブプロデューサー：松本悟、マーク辻
- 製作：サンライズ
- 英語版スタッフ
  - ADRディレクター：ウェンディー・リー、スティーブ・クレイマー
  - ストーリーエディター：トム・ワイナー
  - 台本：トム・ワイナー、マーク・ハンドラー、トニー・オリバー
  - 翻訳：グレイク・アンダーソン
  - 音楽：ロン・ケナン、シュキ・レヴィ、クッサ・マーチ
  - 製作総指揮：エリック・S・ロールマン、デーナ・C・ブートン
  - 製作：サバン・エンターテイメント